# 「架見崎」シリーズ
「架見崎」シリーズ （「かみさき」シリーズ）は、河野裕による日本の小説のシリーズ。角川スニーカー文庫から「ウォーター&ビスケットのテーマ」として河端ジュン一との共著で2017年9月から2018年4月にかけて刊行されたのち、2019年9月からの新潮文庫nex（新潮社）からの刊行に際し「さよならの言い方なんて知らない。」に改題して単著となった。2024年7月時点でシリーズ累計発行部数は25万部を突破している。イラストは「ウォーター&ビスケットのテーマ」では椎名優が、「さよならの言い方なんて知らない。」では越島はぐが担当している。

## 登場人物

### メインキャラクター
香屋歩
トーマ/冬間美咲
秋穂栞

## 書誌情報
- 河野裕/川端ジュン一『ウォーター&ビスケットのテーマ』、全２巻
  1. 2017年09月01日発売[2]、ISBN 978-4-04-106030-8
  2. 2018年04月01日発売[3]、ISBN 978-4-04-106031-5
- 河野裕『さよならの言い方なんて知らない。』
  1. 2019年9月6日発売[4]、ISBN 978-4-10-180163-6
  2. 2019年10月4日発売[5]、ISBN 978-4-10-180167-4
  3. 2020年1月10日発売[6]、ISBN 978-4-10-180178-0
  4. 2020年9月29日発売[7]、 ISBN 978-4-10-180202-2
  5. 2021年2月27日発売[8]、ISBN 978-4-10-180212-1
  6. 2022年2月28日発売[9]、ISBN 978-4-10-180233-6
  7. 2022年10月28日発売[10]、ISBN 978-4-10-180252-7
  8. 2023年8月29日発売[11]、ISBN 978-4-10-180270-1
  9. 2024年9月29日発売[12]、ISBN 978-4-10-180289-3